# 布盧登茨縣
布盧登茨縣（德語：Bezirk Bludenz）是奧地利福拉爾貝格州的一個縣，位於該州的南部，西鄰列支敦斯登，南鄰瑞士。面積1,287.52平方公里。2001年人口60,471人。縣治布盧登茨。
下分29個市镇，其中1个城市，2集镇，26个普通市镇。